# Abas unipunctata
Abas unipunctata là một loài ve bướm thuộc họ Rầy chồng cánh (Achilidae). Chúng là loài duy nhất của chi Abas. Chi và loài được Ronald Gordon Fennah mô tả khoa học năm 1950. Loài này được mô tả dựa trên một cá thể cái thu thập được tại Senahú, Alta Verapaz ở Guatemala.